# Jüdischer Friedhof Uffhofen
Der kleinflächige Begräbnisplatz des jüdischen Friedhofs in Uffhofen im Gewann Judenkirchhof liegt in Hanglage am Wendelsheimer Weg südwestlich von Uffhofen inmitten von Weinbergen. Der alte Baumbestand ist weithin sichtbar. Von den sieben Grabstätten, die alle der Familie Althoff gehören, sind vier Sandsteinstelen mit bogenförmigem Abschluss und charakteristischem Kreismotiv, zwischen 1871 und 1889, jene von Moses Althoff (gestorben 1883) mit reliefierter Levitenkanne. Die drei hohen obeliskenartigen Stelen von 1906, 1911 und 1929 wurden aus Schwarz-Schwedisch hergestellt. 
Die ortsgeschichtlich bedeutende Anlage dokumentiert das Bedürfnis auch der kleinsten jüdischen Gemeinden im 19. Jahrhundert nach einem eigenen Friedhof.